# Phalacronothus hilaris
Phalacronothus hilaris är en skalbaggsart som beskrevs av Edgar von Harold 1869. Phalacronothus hilaris ingår i släktet Phalacronothus och familjen Aphodiidae. Inga underarter finns listade i Catalogue of Life.